# أستريكس وأوبليكس ضد قيصر
أستريكس وأوبليكس ضد قيصر (بالفرنسية: Astérix & Obélix contre César) هو فيلم فرنسي من إخراج كلود زيدي وبطولة كريستين كلافيير، جيرارد ديبارديو، روبيرتو بينيني وميشال جلبرو، صدر الفيلم في 3 فبراير 1999.

## وصلات خارجية
- أستريكس وأوبليكس ضد قيصر على موقع IMDb (الإنجليزية)
- أستريكس وأوبليكس ضد قيصر على موقع روتن توميتوز (الإنجليزية)
- أستريكس وأوبليكس ضد قيصر على موقع نتفليكس (الإنجليزية)
- أستريكس وأوبليكس ضد قيصر على موقع ألو سيني (الفرنسية)
- أستريكس وأوبليكس ضد قيصر على موقع Turner Classic Movies (الإنجليزية)
- أستريكس وأوبليكس ضد قيصر على موقع أول موفي (الإنجليزية)
- أستريكس وأوبليكس ضد قيصر على موقع بوكس أوفيس موجو (الإنجليزية)
- أستريكس وأوبليكس ضد قيصر على موقع فيلمافينيتي (الإسبانية)
- أستريكس وأوبليكس ضد قيصر على موقع قاعدة بيانات الأفلام السويدية (السويدية)
- أستريكس وأوبليكس ضد قيصر على موقع قاعدة بيانات الفيلم (الإنجليزية)